# Джованні Антоніо Кавацці
Джованні Антоніо Кавацці ді Монтекукколо (італ. Giovanni Antonio Cavazzi da Montecuccolo, 13 жовтня 1621 —16 липня 1678) — італійський чернець-капуцин, місіонер, мандрівник та дослідник Африки.

## Життєпис
Син Чезаре Кавацці, управителя замку графа Массиміліано Монтекукколо. Народився 1621 року в замку Монтекуккола (розташовувався в сучасному місті Павулло-нель-Фриньяно, Емілія). 1640 року в Чезені стає членом чернечого ордену капуцинів. Втім, не виявив хисту до місіонерської діяльності. У 1649 році Конгрегація євангелізації народів відхилила прохання Джованні Кавацці вирушити до Анголи з місіонерським завданням. Лише у 1653 році Болонська провінція ордену надало згоду відправити Кавацці до Луанди.
У листопаді 1654 року прибув до Анголи, а звідти до Матамби. Спочатку здійснював поїздки туди, де розташовувалися португальські залоги або проходили каравани португальців — поселення Массангано, Камбамбе, Маупунгу, Амбака. Потім вів місіонерську діяльність при дворі Пунго Анданго, короля Конго. У 1659 році приєднав до португальської експедиції до центрального району високогір'я Ліболо. По поверненню 1660 року опинився при дворі Нзінги Мбамді, королеви Матамби, ставши її радником 1662 року. На цій посаді перебував до 1663 року, коли королева померла.
З Луанди й Матамби здійснював численні місіонерські походи. Загалом об'їздив усю Анголу, виявляючи велику старанність у наверненні місцевого населення до християнства, застосовуючи репресивні заходи: спалював ідолів, суворо засуджував племінних вождів за стародавній звичай багатоженства, піддавав болісним тортурам тих, хто відмовлявся прийняти християнську віру. При цьому зумів проникнути вглиб континенту на 1100 км від узбережжя, побувавши на верхньому Кванго і через верхів'я численних лівих приток Касаї дістався до витоків її правих приток поблизу 10° півд. ш. і 23° 30' східної довготи.
У 1666 році перебував у Сойо, після повернення з якого через хворобу вирішив їхати до Італії. Того ж року прибув до Бразилії, де чекав на судно, яке вийшло з Ріо-де-Жанейро лише 1667 року. 1668 року Кавацці прибув до Лісабона. Того ж року прибув до Рима, де представив звіт Конгрегації євангелізації народів, який було позитивно оцінено.
У 1672 році Кавацці призначено префектом місії капуцинів в Анголі. Після тривалої подорожі через Геную та Лісабон у грудні 1673 року він прибув до Луанди. Але через хворобу виявився нездатним керувати місією. Тому у 1675 році звернувся до Конгрегації з проханням повернутися. У 1676 році отримав дозвіл, а наступного року прибув до Італії. Помер у Генуї 1678 року.

## Творчість
В Римі він видав нариси («Istorica descrizione de' tre regni Congo, Matamba et Angola»), що містили найбільш вірогідну характеристику природи Анголи і Конго, які було видано в Болоньї 1687 року. 1694 року вийшло німецьке видання, а 1732 — французьке, лише 1965 року — португальське.
Також написав біографії капуцинів, що померли під час місіонерської діяльності в Африці («Vite dei Frati Minori Cappuccini del Ordine del Serafico Padre San Francesco, morti nelle Missioni d'Etiopia dall'anno 1645 sino all'anno 1677»). Цю працю було видано лише в 1992 році.